# 1995 na Alemanha
Esta é uma cronologia dos fatos acontecimentos de ano 1995 na Alemanha.

## Eventos
- 27 de janeiro: Os sobreviventes do holocausto e os líderes políticos de todo o mundo comemoraram o 50° aniversário da libertação do campo de concentração de Auschwitz.[1]

## Mortes
- 18 de janeiro: Adolf Butenandt, ganhador do Prêmio Nobel da Química de 1939 (n. 1903).[2]